# Виски
Ви́ски (англ. whisky или whiskey; скотс whiskey, брет. wiski, ирл. uisce beathadh и гэльск. uisge beatha, букв. перевод лат. «aqua vitae» — «вода жизни») — крепкий ароматный алкогольный напиток, получаемый из различных видов зерна с использованием процессов соложения, брожения, перегонки и длительного выдерживания в дубовых бочках. При изготовлении виски может использоваться ячмень, рожь, пшеница или кукуруза. Во французской Бретани также делают виски из гречихи. Содержание спирта — обычно 40—50 % об., однако некоторые сорта виски имеют бо́льшую крепость (до 60 % об.). Цвет напитка варьирует от светло-жёлтого до коричневого, содержание сахара — нулевое или крайне незначительное. Традиционными регионами, производящими виски, являются Шотландия и Ирландия.

## История
Первое письменное упоминание о виски датируется 1405 годом и происходит из Ирландии, где виски производили монахи. Он также упоминается в Шотландии: в реестре шотландского казначейства есть запись, датированная 1 июня 1494 года о выдаче «солода брату Джону Кору для изготовления aqua vitae» (гэльск. uisge beatha, ирл. uisce beathadh). Считается, что виски уже был известен по крайней мере за несколько столетий перед этими упоминаниями. Когда и где виски был дистиллирован впервые, неизвестно, а местный и недокументированный характер производства спиртных напитков в тот период затрудняет установление происхождения этого напитка. Кроме того, вполне возможно, что открытие процесса дистилляции состоялось в разных местностях независимо друг от друга.
В 1505 году монополию на производство виски получила Гильдия хирургов и цирюльников Эдинбурга. Виски начали продавать в аптеках как чудодейственный препарат. В 1579 году парламент Шотландии запретил производство виски крестьянам и лицам незнатного происхождения. Однако это привело к развитию «подпольных» маленьких винокурен.
Некоторые авторы считают, что производство спиртов методом дистилляции началось в VIII—IX веках н. э. на Ближнем Востоке, а в Ирландию и Великобританию это искусство принесли христианские монахи. Популярна легенда о том, что процесс дистилляции стал известен в Ирландии и Британии благодаря святому Патрику — ступив на ирландский берег, он якобы начал производить «святую воду» и обращать язычников; однако он жил раньше изобретения дистилляции спирта.

## Технология изготовления

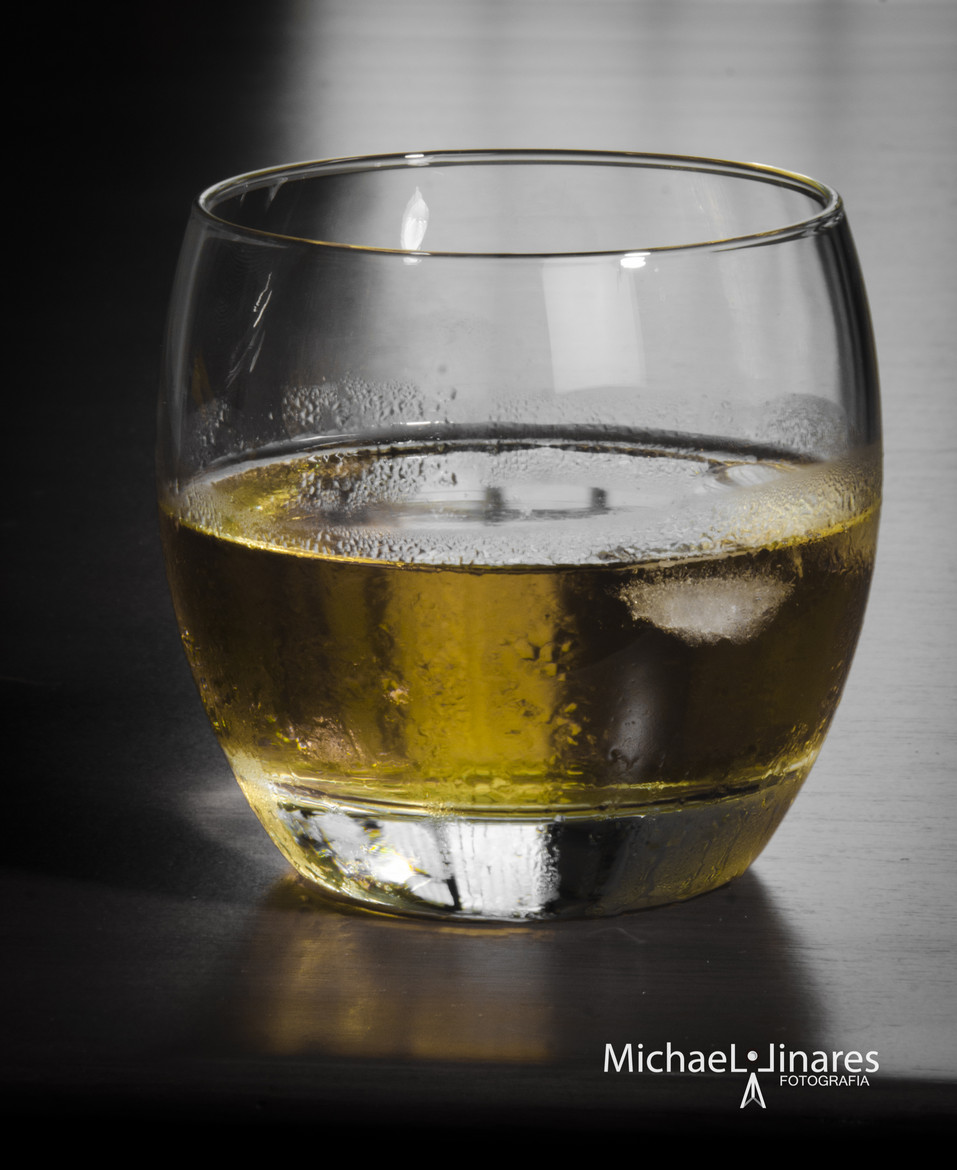
Стакан с виски

Вкусовые характеристики виски определяются множеством параметров, включая качество воды и зерна, способ соложения, фильтрации, особенности бочки, длительность выдержки, конструкцию и форму медного перегонного куба, температуру воздуха при розливе в бутылки и т. п. Что касается особенностей бочки: на многих винокурнях используются бочки из-под вина — хереса, мадеры, портвейна, что при выдержке в таких бочках оставляет свой вкусовой и ароматический отпечаток. Некоторые виски идут в смешанной выдержке — сначала выдерживаются в двух разных бочках, а затем смешиваются. Существуют также и варианты додержки, например, последние три года виски выдерживается в другой бочке.
Можно выделить три основных направления: «шотландское», «ирландское» и «американское». Шотландский стиль отличается традицией сушить солод, используя в качестве топлива торф, что придаёт особый дымный вкус напитку; тогда как ирландский — «бесторфной» сушкой в печах и тройной перегонкой, что, в свою очередь, придаёт виски мягкость. Американский виски занимает отдельную нишу, характеризующейся особо интенсивным вкусом и ароматом за счет использования исключительно новых дубовых бочек, а также более качественного зерна, нежели ячмень (кукуруза, рожь, пшеница).

### Сырьевые составляющие
Согласно классической технологии, в Шотландии сырьём для производства виски (англ. Scotch whisky, гэльск. uisge-beatha, скотс Scots whiskie) служат ячменный солод и ячмень, в Ирландии (англ. Irish whiskey, ирл. uisce beathadh) к ячменному солоду добавляют рожь. Ячмень для производства виски в Шотландии выращивается в нескольких районах, где он имеет специфические вкусовые свойства.
В США и Канаде в качестве сырья для виски (бурбон) используются кукуруза, рожь (англ. rye whiskey), пшеница (англ. wheat whiskey).
В Японии, как и в Шотландии, для изготовления виски используют ячменный солод.

### Срок выдержки
По закону от 1860 года шотландский виски должен выдерживаться не менее 3 лет — только по прошествии этого срока солодовый дистиллят получает право называться whisky. Солодовые виски, не предназначенные для получения смешанных сортов, выдерживают от пяти до 25 лет и более.
Наиболее распространенные сроки выдержки — 10—12 лет (оригинальные сорта) и 21 год (эксклюзивные или коллекционные сорта). Некоторые редкие сорта виски выдерживаются 30—50 лет. Ирландский виски, как и шотландский, выдерживается не менее 3 лет, обычно 9—12, канадский — не менее 6 лет.

## География производства
Список стран, в которых производится виски, постоянно расширяется. Наряду с Шотландией, Ирландией, Канадой, США и Японией, собственные марки изготавливаются, к примеру в Австралии, Германии, Франции, Дании, Индии, Тайване, Мексике, Финляндии и Швеции. В 2015 году виски под маркой Jimsher стали производить в Грузии. Эта марка уже получает международные награды.

## Виды виски

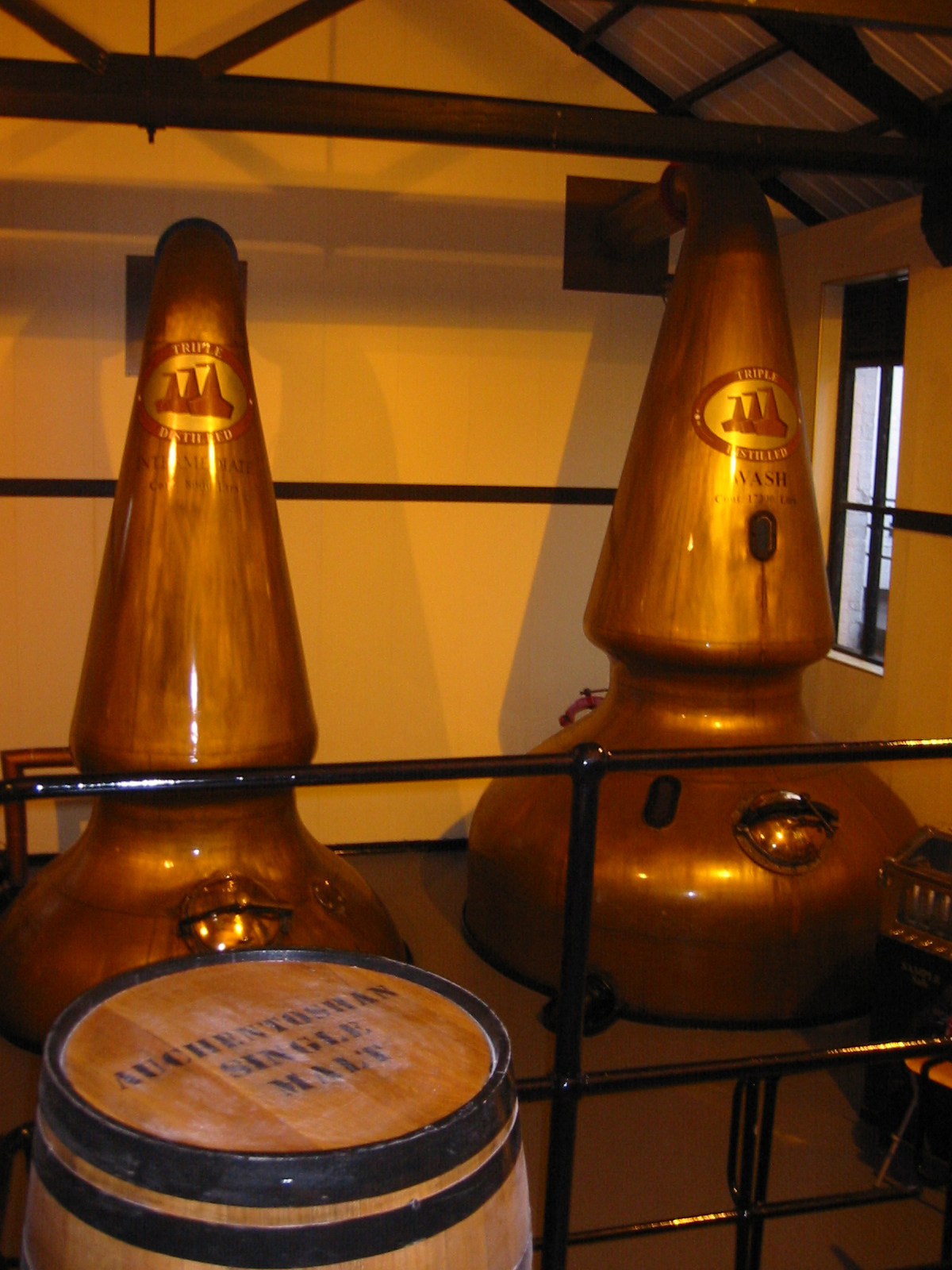
Медный перегонный куб на винокурне Auchentochan, Шотландия

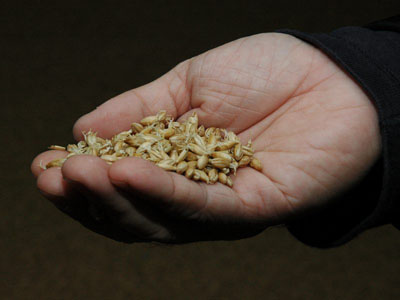
Солод — ингредиент многих видов виски

В зависимости от сырья и способа производства выделяют следующие сорта виски:
- Солодовый виски — виски из соложеного зерна, произведенное в традиционном перегонном кубе;
- Зерновой виски — виски из любого зерна, допустима дистилляция в колоннах непрерывного типа (чаще всего она и используется). Вкус и запах выражены слабо, поэтому практически не продается сам по себе, используется в купажах.

Возможны следующие комбинации из этих двух:
- Односолодовый виски (single malt) — виски, произведённый на одной винокурне и только из соложеного зерна (обычно это ячмень). Бочки и года выдержки — разные, если только на этикетке не указано single-cask или single-barrel, — это значит, что виски в бутылке — из одной-единственной бочки.
  - Популярные марки: Bushmills (Ирландия),
  - Glenfiddich, Glenmorangie, Macallan, Singleton, Laphroaig (Шотландия)
- Купажированный односолодовый виски (blended malt) — смесь односолодового виски из разных винокурен. Также этот вид виски иногда обозначается на этикетке как «pure malt», «malt» или «vatted malt».
  - Популярные марки: Monkey Shoulder, The Naked Grouse, Johnnie Walker Green Label
- Купажированный виски (blended) — смесь солодовых и зерновых сортов виски.
  - Популярные марки: Johnnie Walker Red Label, Chivas Regal, Ballantines, Grant’s (шотландские виски), Jameson (ирландский виски).

Прочие характеристики:
- «Однобочковый» (single cask/single barrel) — вышеупомянутая разновидность односолодового виски, разлитого из одной-единственной бочки.
- «Бочковой крепости» (cask strength/barrel proof) — виски из одной бочки, не разбавленный (или лишь слегка разбавленный) водой, в результате чего получается очень крепкий напиток (обычно 52-66 %).

Виды американского виски:
- Бурбон — виски, который содержит не менее 51 % кукурузы в исходном сырье и выдерживается в новых дубовых бочках;
- Кукурузный виски (corn whiskey) — не менее 80 % кукурузы, не выдержан вообще или выдержан в использованной бочке;
- Солодовый виски (malt whiskey) — не менее 51 % ячменя;
- Ржаной виски (rye whiskey) — не менее 51 % ржи;
- Виски из соложеной ржи (malted rye whiskey) — не менее 51 % соложеной ржи;
- Пшеничный виски (wheat whiskey) — не менее 51 % пшеницы.

## Культура употребления

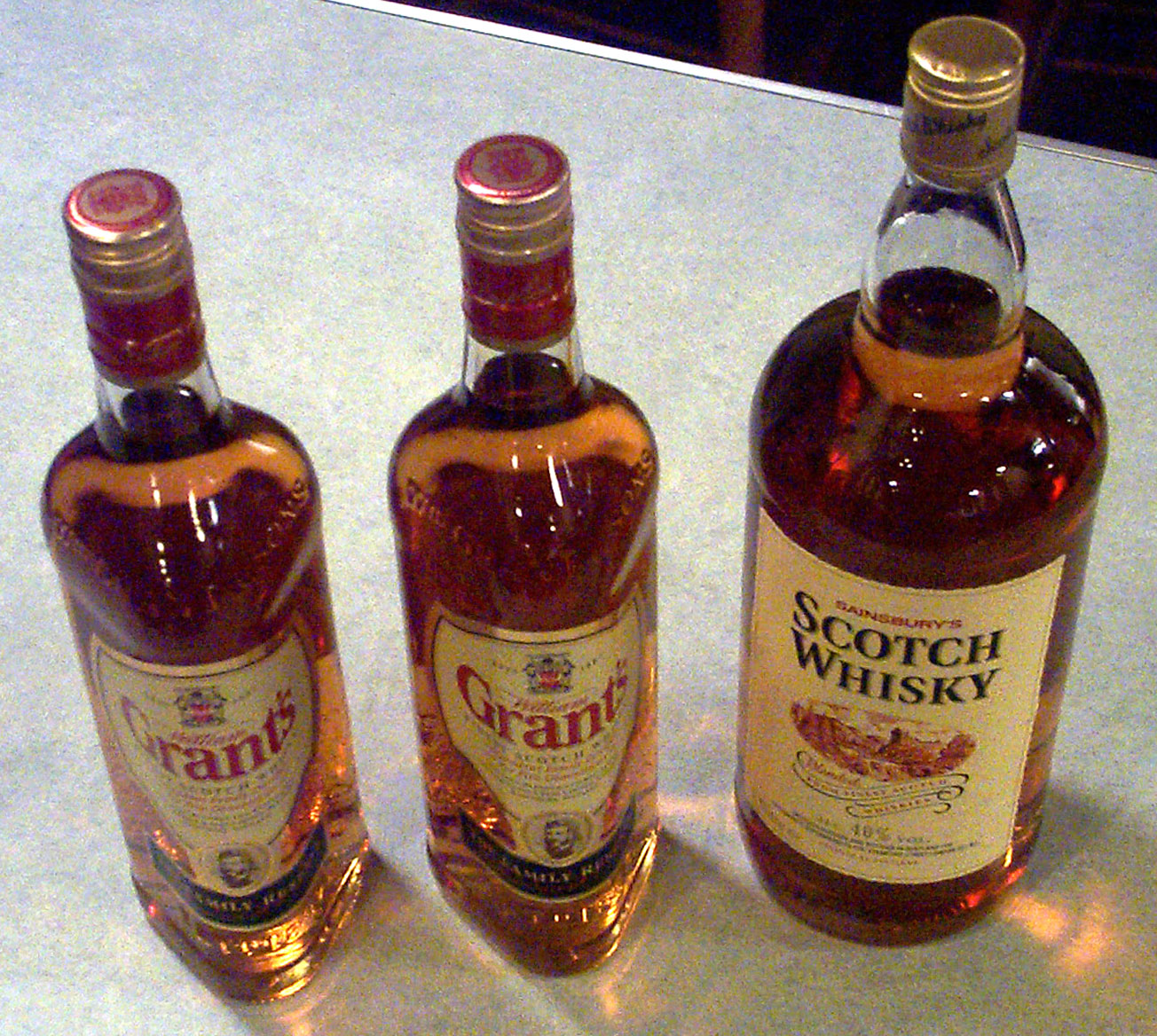
Шотландский виски

Дегустация виски (анализ виски посредством визуального осмотра, проб на вкус и аромат) часто проводятся в группах.
Существует несколько традиций употребления этого напитка. Виски пьют и как аперитив, и как дижестив. Используется бокал Nosing (Ноузинг) — бокал предназначен для ощущения аромата виски. Зауженный верх способствует концентрации паров виски. Благодаря своей форме подходит для употребления качественных сложных виски. Не используется для коктейлей и купажированных виски.

### Комментарии
1. ↑  В современном значении, написание whisky относится к продукту, произведённому в Шотландии, а whiskey — в Ирландии или США.